# Tvillingarnas äventyr på Bahamas
Tvillingarnas äventyr på Bahamas (engelska: Holiday in the Sun) är en långfilm från 2001 regisserad av Steve Purcell, med Mary Kate och Ashley Olsen i huvudrollerna.

## Handling
Filmen handlar om tvillingarna Alex och Madison Stewart som åker på jullov tillsammans med sina föräldrar och en annan familj till Bahamas. Där träffar tvillingarna på allt från söta killar till smugglare. Deras kompis hamnar i fängelse, men de vet att han inte har gjort något. Hur ska de få ut honom ur fängelset..?

## Rollista
| Mary-Kate Olsen   | – Madison Stewart |
| Ashley Olsen      | – Alex Stewart    |
| Austin Nichols    | – Griffen Grayson |
| Ben Easter        | – Jordan Landers  |
| Ashley Hughes     | – Keegan Grayson  |
| Markus Flanagan   | – Harrison        |
| Jamie Rose        | – Judy            |
| Jeff Altman       | – Chad            |
| Wendy Schaal      | – Jill            |
| Billy Aaron Brown | – Scott           |
| Megan Fox         | – Brianna         |
| Ashley Kelly      | – Trish           |
| Sterling Rice     | – Carmen          |
| Phillip Sands     | – Ziggy           |